# Les Fleurs de Maureen

Les Fleurs de Maureen est un téléfilm franco-belge réalisé par Dominique Baron, en 2000 et diffusé en 2002. Il dure 95 minutes.

## Synopsis
Un quartier défavorisé de la banlieue de Bordeaux. Rosalie ouvre ses volets sur une nouvelle journée. Chaque matin, depuis trente ans, cette vieille dame solitaire et rêveuse, s'installe derrière sa fenêtre ou devant sa porte et observer durant des heures, avec bienveillance, la rue et ses passants. A deux pas de là, son voisin, Marc, un ancien flic mis au rancart dans des circonstances troubles, titube sur le trottoir, à la sortie du bistrot dont il est un client fidèle. Depuis cinq ans, pas un jour ne s'écoule sans que l'homme, triste et fatigué, ne se rende au cimetière, un bouquet à la main, pour se disputer avec sa femme, morte sans avoir revu sa chère Irlande natale. Au même moment, la police débarque chez Karen. Charles Bartali veut à tout prix mettre la main sur un demi kilogramme de «came» appartenant à Max, trafiquant de drogue notoire et petit ami de la demoiselle. Mais il fait chou blanc : Luc, 10 ans, le fils de Karen, vient de s'enfuir avec le fameux paquet... Peu de temps après, le jeune garçon, repéré par une patrouille de police, se débarrasse de la drogue en la jetant par la fenêtre de l'appartement de Marc...

## Fiche technique
- Réalisation : Dominique Baron
- Scénario : Jean-Jacques Tarbès
- Musique : Roland Romanelli
- Date de diffusion : 2 février 2002

## Distribution
- Annie Girardot : Rosalie
- Jean-Michel Dupuis : Marc
- François-Régis Marchasson : Charles Bartali
- Caroline Baehr : Karen
- Yaël Simon : Luc
- Bertrand Milliot : Ringo
- Pierre Benoît Papa : Constantin
- Philippe Cotten : Rico
- Vincent Darrière : Max
- Dominique Garras : L'assistante sociale